# Victor Camerano
Pour les articles homonymes, voir Camerano (homonymie).
Victor Camerano, né le 23 avril 1893 à Moncalieri dans le Piémont et décédé le 2 mars 1965 à Aulnay-sous-Bois, est un pilote automobile italien.

## Biographie
Concessionnaire Fiat à Suresnes avec Amédée Gordini, il collabore avec ce dernier pour augmenter la puissance des moteurs. Il court aussi sur Simca avec son fils René.

## Palmarès
Le Mans

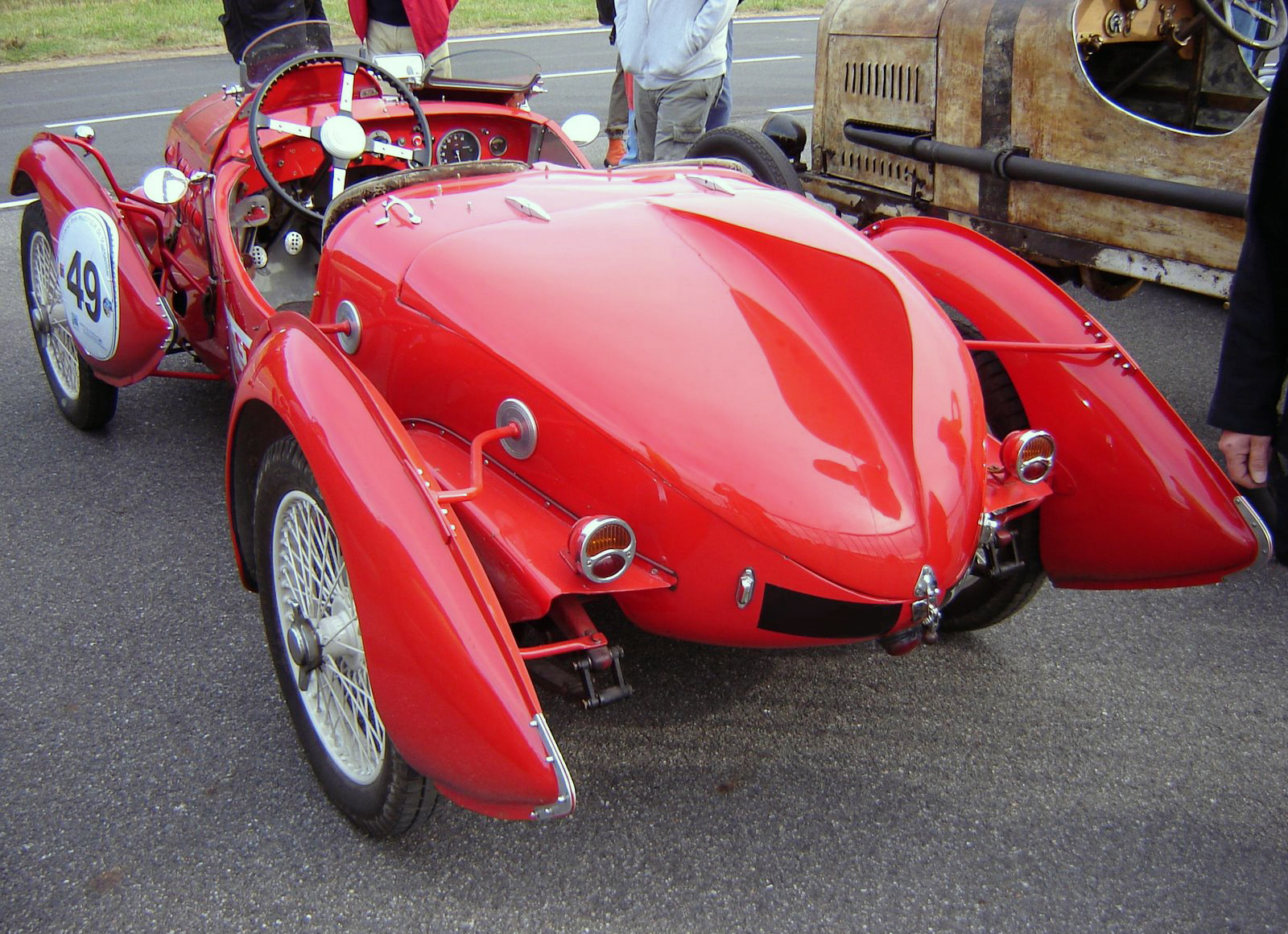
Fiat Camerano 1100 spéciale.

- 1938 SIMCA 8 - Fiat, No 48, 1087 S4, coéquipier R. Robert (Robert Klempeneré), 11e[5] ;
- 1939 SIMCA 8 - Fiat, No 38,1090 S4, coéquipier Henri Louveau, 17e ;

Grand Prix
- 1935 : Grand Prix de l'ACF, circuit de Saint-Germain-en-Laye, no 18 ;
- 1936 : Grand Prix de l'ACF, circuit de Saint-Germain en Laye, no 70, équipière Suzanne Largeot, (24ème][6] ;
- 1937 : Coupe de la Commission Sportive à Montlhéry, no 60 ;
- 1938 : Bol d'Or, ACF, Circuit de Montlhéry ;
- 1939 : Bol d'Or, ACF, Circuit de Montlhéry ;
- 1946 : Bol d'Or, ACF, circuit de  Saint-Germain en Laye, no 34 ;
- 1947 : Bol d'Or, ACF, circuit de  Saint-Germain en Laye ;
- 1948 : Bol d'Or, circuit de  Saint-Germain en Laye, pilote René Camerano, no 39 ;
- 1949 : Bol d'Or, Circuit de Montlhéry, pilote René Camerano[4].

## Véhicules
- Simca 8 1938, berline de série préparée pour Le Mans No 48[7]
- Simca 5, carrossée en barquette à deux places[8]
- Simca 8 Barquette à deux places[9].
- Fiat 508S Ballila 1935, châssis 12217 transformée en barquette[10].